# 跑水祭

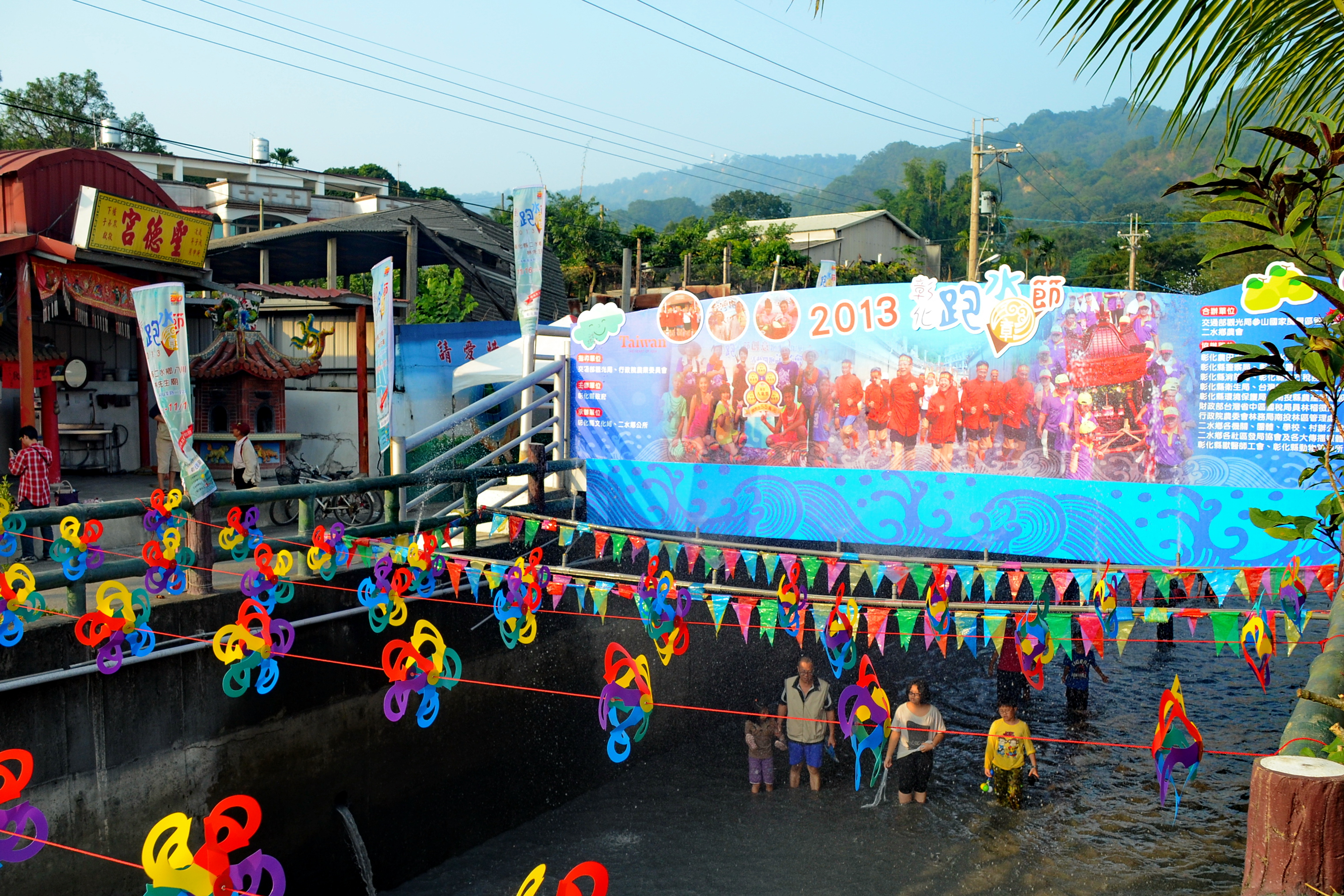
2013彰化跑水節的一項活動「八堡圳感恩跑水體驗趣」

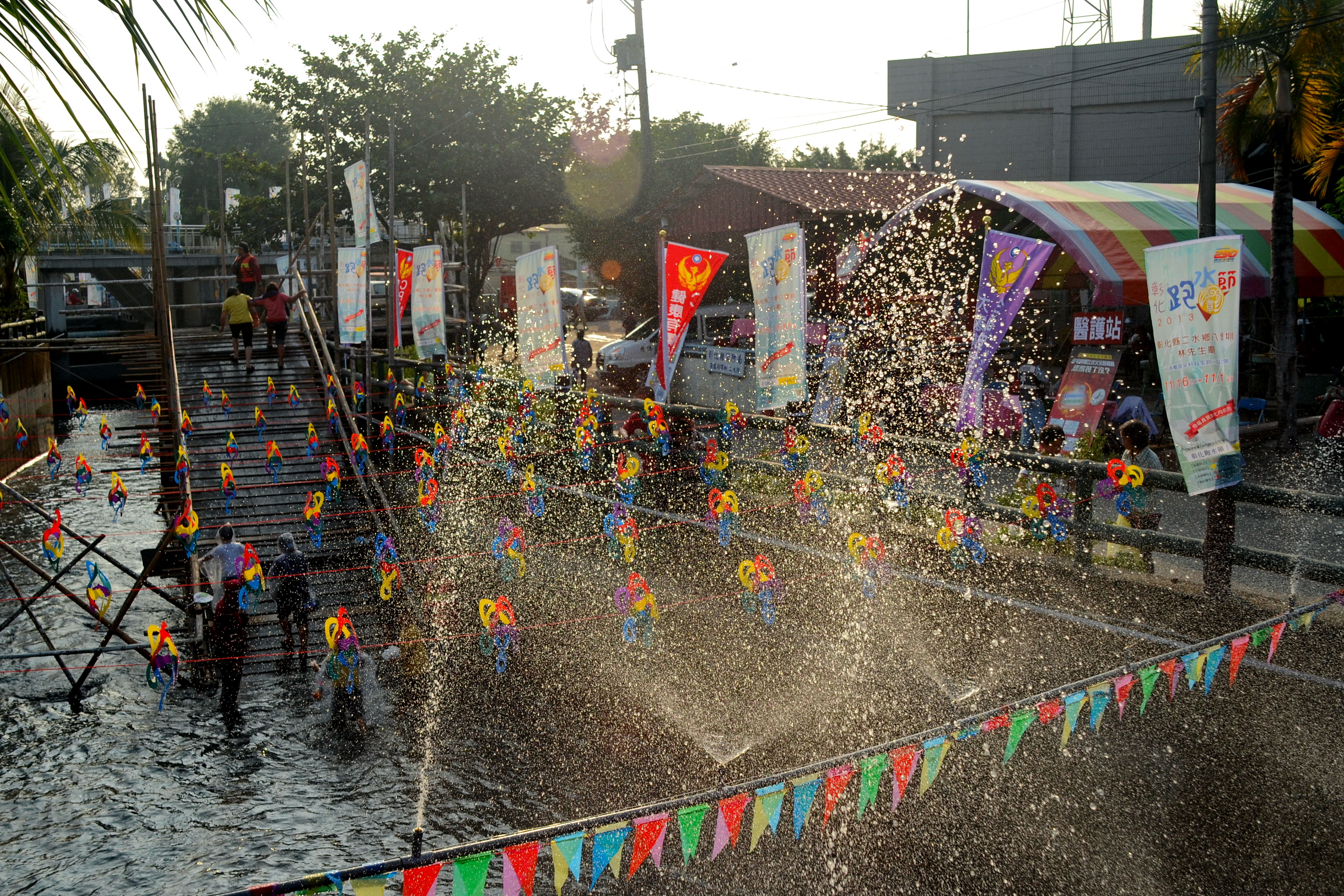
2013彰化跑水節，八堡圳水道近比賽終點線的一段。

跑水祭是台灣一項地方上祭祀活動，每年在八堡圳取水口舉辦，位在彰化縣二水鄉倡和村，為「圳頭祭」的「祭水禮」，過去偶爾聽耆老提及，但百年來從來無緣目睹，直到1995年，中華民國行政院文化建設委員會於二水鄉舉辦文藝季「八堡圳傳奇」活動，將八堡圳的「圳頭祭」列為活動重點始重現。。
跑水祭源自清康熙年間，施世榜為籌建八堡圳，因不諳水利土木，忽現一位自稱林先生，前來繪圖指引工法，使八堡圳工程得以順利完成，故村民為感念此舉義行，每年於圳頭設香案祭祀，並派幾名身手矯健之人下水，專負責引水，身穿蓑衣、草鞋，頭綁紅巾，頂著牲果，依良辰吉時將開啟水閘放水，此刻宣洩而出的圳水便往前衝，這些引水人則要趁水勢還沒追上，一直往前奔跑，此過程就是「跑水」；但往往因水勢過猛且快，易有危險發生，如今為顧及安全，僅將水位控制在膝蓋以下。雖是如此，引水人穿著的蓑衣乾燥，在2008年一場跑水祭典中發生火吻，造成皮膚有兩度、三度的灼傷。
2003年起，彰化縣政府將跑水祭改於11月份舉行，配合觀光發展，跑水祭納入台灣一項文化節慶中，故也稱「跑水節」，每年彰化縣長會率領民眾體驗跑水樂趣。2011年則邀來12國人士前來體驗跑水。